# Nema pomlad
Nema pomlad (v izvirniku angleško Silent Spring) je strokovna knjiga ameriške biologinje, okoljevarstvenice in publicistke Rachel Carson, ki je prvič izšla jeseni 1962 pri založbi Houghton Mifflin, pred tem pa po delih v reviji The New Yorker.
Avtorica, takrat že priznana avtorica poljudnoznanstvenih del, je v knjigi dokumentirala škodo, ki jo okolju in človeku povzroča prekomerna raba insekticidov, predvsem DDT in drugih organokloridov, katerih proizvodnja in uporaba sta bili v ZDA takrat v skokovitem porastu. V ta namen je stopila v stik z raziskovalci Nacionalnih inštitutov za zdravje in preučila veliko strokovne literature, iz katere je bil jasno razviden škodljiv vpliv pesticidov na netarčne organizme vključno s človekom. Knjigi je dala naslov Nema pomlad, kot svarilo o opustošenju naravnega okolja zaradi pesticidov.
Objava je povzročila burno reakcijo javnosti, takoj se je agresivno odzvala tudi kemična industrija, ki je poskušala diskreditirati avtorico. Toda zaradi podpore stroke je kritika kmalu zamrla in sledila so številna priznanja. Neposredna posledica javne razprave ob izidu je bila ustanovitev kongresne komisije za presojo nevarnosti pesticidov in nato prepoved uporabe pesticida DDT v Združenih državah Amerike. Vpliv je bil na koncu mnogo širši: knjiga je dala oporo porajajočemu se okoljevarstvenemu gibanju v državi in ustanovljena je bila Agencija za varstvo okolja, s čimer je bila na vladni ravni okoljevarstvena politika prvič ločena od kmetijske. Še več kot pol stoletja po izidu velja za navplivnejše delo na področju okoljevarstva.
Knjigo je v slovenščino prevedel Alojz Šercelj, prevod je izšel leta 1972 pri Državni založbi Slovenije (COBISS).